# رفاء جناحي فكي
الرِفاء الجَناحي الفَكَِي (بالإنجليزية: Pterygomandibular raphe)‏ ويُسمى أيضاً الرِباط الجَناحي الفَكِّي (بالإنجليزية: Pterygomandibular ligament)‏ هوَ رِباط من اللفافة الشدقية البلعومية، ويرتبط من الأعلى مع الزائدة الخطافية الجناحية للصفيحة الإنسية للناتىء الجناحي، كما ترتبط من الأسفل مع النهاية الخَلفية للخط الضرسي اللامي من الفك السُفلي.
يَتغطى السطح الوَسطي للرفاء بواسطة الغشاء المُخاطي للفم، كما يتم فَصل السطح الجانبي عن فِرع الفك السُفلي بواسطة نسيج دهني. ترتبط العضلة المضيقة البلعومية العلوية بالحد الخَلفي للرِفاء، أما الحد الأمامي فيُعطي مكاناً لارتباط الحافة الخَلفية للعضلة المبوقة.

## روابط خارجية
- "Anatomy diagram: 05287.011-1". Roche Lexicon - illustrated navigator. Elsevier. مؤرشف من الأصل في 2014-01-01.